# Sculeni (cartier)

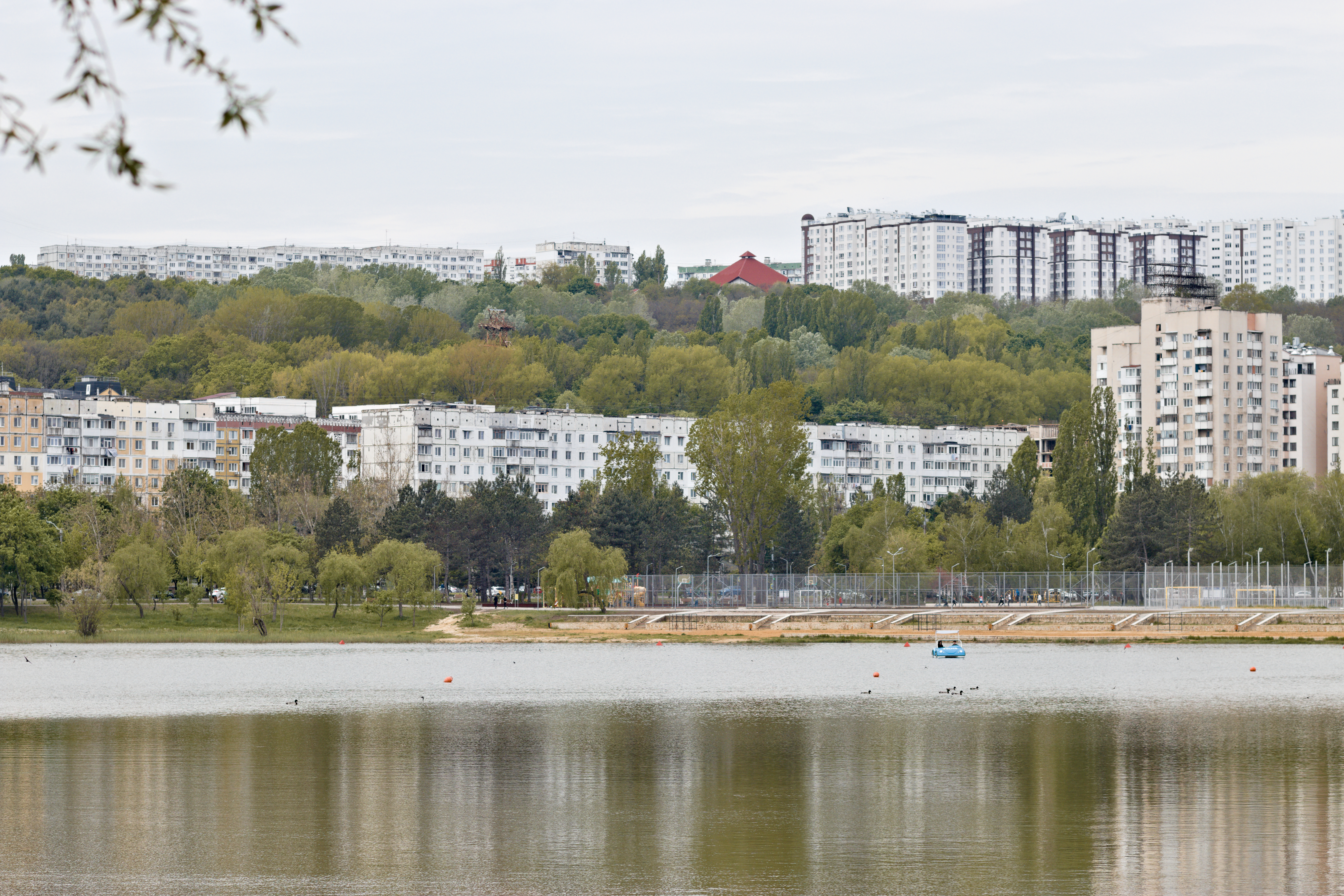
Vedere spre cartier din parcul La Izvor

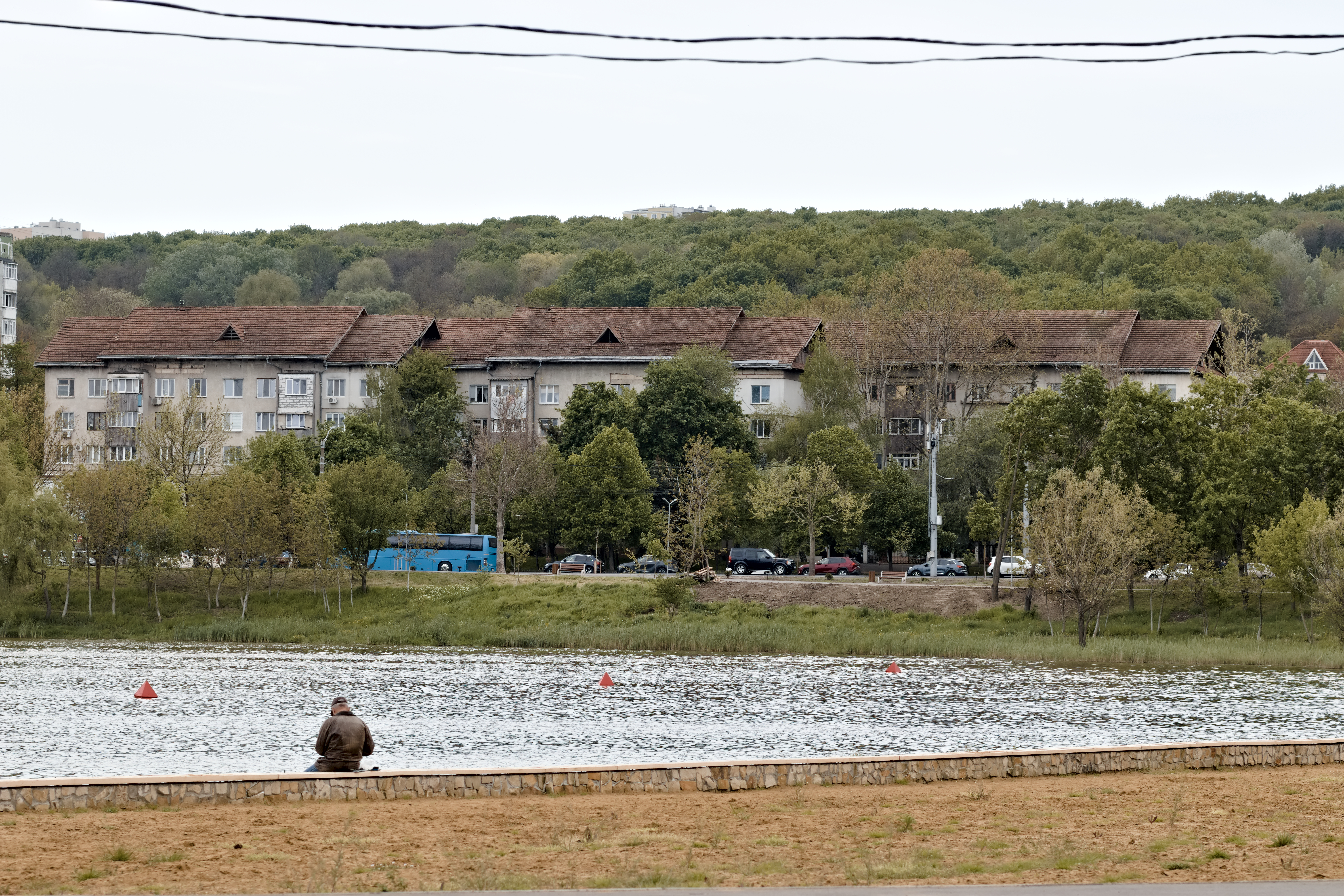

Sculeni (colocvial Sculeanca) este un cartier din sectorul Buiucani, municipiul Chișinău, Republica Moldova. Acesta este situat în dreapta Bâcului, în partea de nord-vest a orașului. În cartier se află importante instituții și obiective comerciale și industriale: Universitatea Pedagogică de Stat „Ion Creangă”, Asociația de producție „Zorile”, Fabrica de galanterie, parcurile „Alunelul” și „La Izvor”, ș.a.

## Istoric
Cartierul și-a luat numele de la vechea Barieră a Sculenilor – drumul de intrare în târgul Chișinăului pe drumul dinspre Sculeni, așezare vamală la trecerea Prutului și important centru comercial din timpul Basarabiei ruse. În preajma barierei a apărut mai întâi o mahala, care ulterior fost încorporată în perimetrul orașului. 

## Legături externe
- Cartierul Sculeni pe wikimapia.org
- Doar în jurul lacului din cartierul Sculeni s-au odihnit astăzi sute de orășeni Arhivat în 9 august 2022, la Wayback Machine. Publika.md; Accesat la 24 iulie 2010
- Chișinău, etapele devenirii urbane (1436 - 1812) Arhivat în 18 martie 2015, la Wayback Machine. pe Istoria.md